# Synagoge aan de Nieuwe Molstraat
De synagoge aan de Nieuwe Molstraat, ook bekend als de Tweede Synagoge, was een voormalige synagoge van de Nederlands Israëlitische Gemeente, gelegen aan de Nieuwe Molstraat in de voormalige Jodenbuurt in Den Haag.

## Geschiedenis
De synagoge werd gebouwd in opdracht van de Nederlands Israëlitische Gemeente ter vervanging van de synagoge aan de Voldersgracht, die in 1922 werd gesloopt, en omdat de synagoge aan de Wagenstraat te klein was geworden. Het ontwerp was van de Amsterdamse School-architect Harry Elte. Op 12 november 1924 werd de eerste steen gelegd. Hij ontwierp een synagoge in de bouwstijl Amsterdamse School, bijvoorbeeld terug te vinden in de golvende gevelelementen en de trapvormige raampartijen met diep liggende ramen. In het bureau van de opperrabbijn werd glaswerk geplaatst van Chris Lebeau. In de achtergevel van de synagoge bevond zich een glas-in-loodraam, vervaardigd door de firma van Willem Bogtman, waarin de Davidsster was verwerkt. Op 8 september 1925 werd de synagoge officieel ingewijd.
Door de opening van de synagoge aan de Carpentierstraat in 1938 werd de synagoge aan de Nieuwe Molstraat gesloten voor reguliere diensten en ging deze verder als jeugdsynagoge. In 1961 werd het gebouw verbouwd tot "Joods Centrum", een complex met vergader- en feestzalen. In 1981 werd het pand verkocht aan de gemeente Den Haag, die het vervolgens liet slopen. Overigens verdween hier toen een groot deel van de gevelwand om plaats te maken voor portiekwoningen.